# Terme di Sciacca

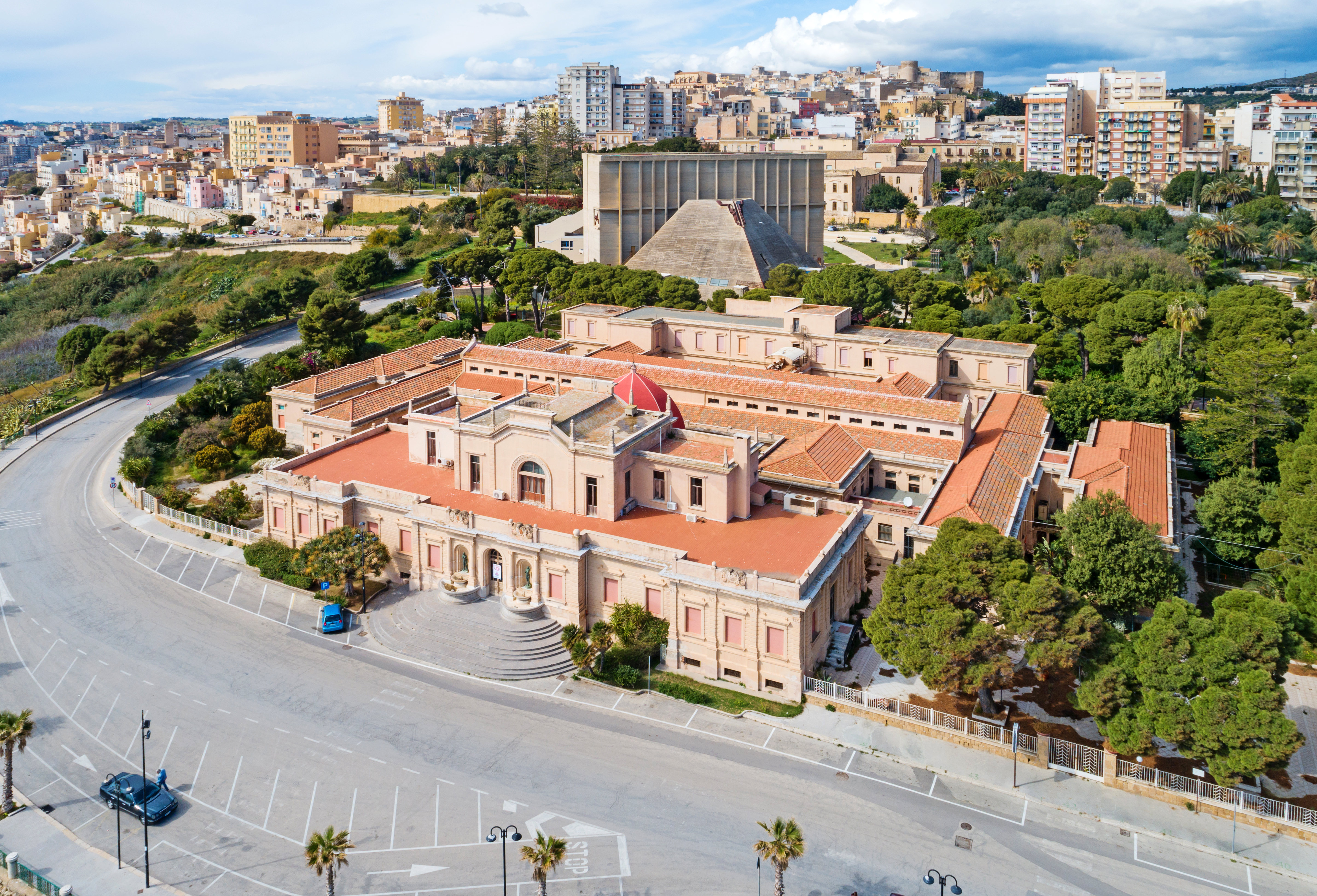
Nuove Terme di Sciacca

Le terme di Sciacca sono un complesso di sorgenti di acqua termale che si trova a Sciacca in provincia di Agrigento.

## Territorio
La città di Sciacca è protetta a nord al monte Kronio, conosciuto per le famose grotte  sudoripare, ovvero con esalazioni naturali di vapore, dette "stufe di San Calogero" e dalle pendici del monte scaturiscono le acque termali. L'area di Sciacca ha presentato fenomeni vulcanici: a 26 miglia dalla costa, nel 1831, un'eruzione vulcanica fece emergere solo per qualche giorno l’isola Ferdinandea.

I toponimi antichi di Sciacca (Thermae Selinuntinae in epoca greca e Aquae Labodes sotto i Romani) ricordano le sue caratteristiche termali, come l'appellativo moderno di “città delle terme”.

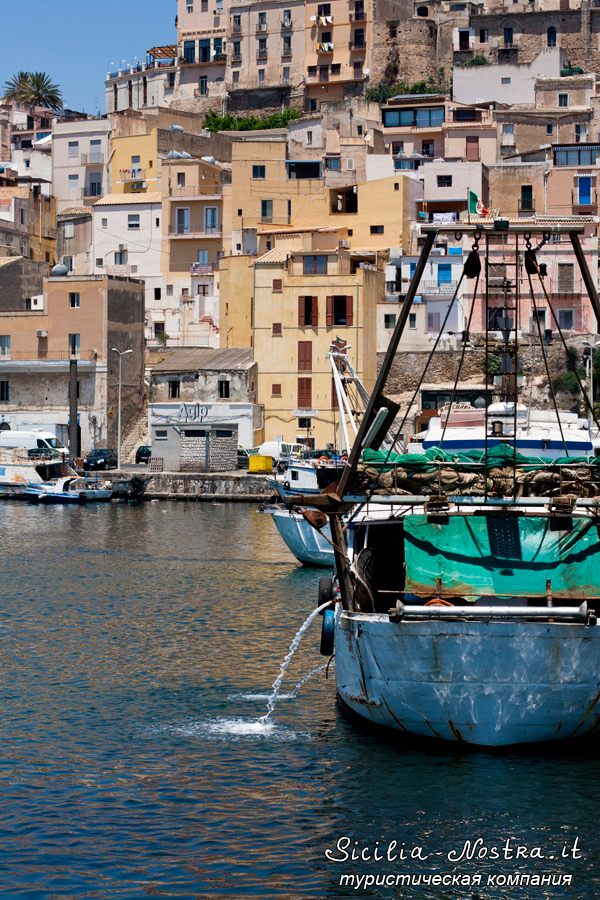
Sciacca

## Storia
La storia delle terme di Sciacca è strettamente legata alla storia della città. Secondo una leggenda, la scoperta del patrimonio termale è da attribuire al mitologico Dedalo che, in fuga da Creta dopo aver costruito il famoso labirinto, si fermò vicino alle grotte vaporose del monte Kronio e, riconoscendone l’uso curativo e terapeutico, sistemò l’ingresso con sedili scolpiti nella pietra.
Storicamente furono i Greci di Selinunte che vi fondarono un piccolo villaggio attratti dalla fertilità del suolo, dal mare pescosissimo e dai vapori terapeutici del monte e dalle diverse sorgenti che sgorgavano nel territorio.
Dopo la prima guerra punica la città passò sotto il dominio romano e, in epoca imperiale, venne chiamata Aquae Labodes. I romani, amanti delle terme, sfruttarono non soltanto i bagni di vapore creati dalle acque termali nelle grotte, ma anche le acque sulfuree che sgorgavano nella vallata. Gli effetti benefici delle acque erano così evidenti da essere considerati superiori a quelle presenti nella stessa Roma. Aquae Labodes divenne, oltre che un sito termale, sede postale. 
Con le invasioni barbariche Roma perse il suo predominio nel Mediterraneo e vi fu un periodo in cui i bagni furono dimenticati. Solo nel 530 d.C., con l’arrivo a Sciacca di San Calogero, le terme vennero riutilizzate. San Calogero riuscì a scacciare i sacerdoti pagani dal monte Kronio, convertendo la popolazione al Cristianesimo, e a sfruttare le stufe “miracolose” a scopo terapeutico. Durante il Medioevo i monaci dell’eremo di San Calogero continuarono a curare gli infermi con l’utilizzo delle stufe termali, diventate così molto popolari.
Con la dominazione araba, nell’840 d.C., la città divenne uno dei più importanti centri agricoli e commerciali della Sicilia. Il suo attuale nome “Sciacca” deriva probabilmente dalla parola araba “Syacc” che vuol dire bagno, in riferimento alle acque termali, oppure da “ash-Shaqqah” dall’arabo “fessura” e che si riferisce alle fessure del monte Kronio; ciò dimostra l’importanza data dagli Arabi al patrimonio termale del territorio.
Con l’arrivo dei Normanni, Sciacca godette di un ulteriore sviluppo dal punto di vista economico e artistico, e fino al XVI secolo, ebbe un’espansione tale da renderla una delle città più ricche della Sicilia.
L’importanza che le acque termali ebbero durante questo periodo viene attestata dal Libro Rosso (fonte fondamentale per la ricostruzione di molteplici aspetti della vita religiosa, amministrativa, economica e sociale della città di Sciacca) conservato nella biblioteca comunale, dove,  tra le consuetudini medievali, è registrata la rubrica De Balneis che dà regole precise e dettagliate sull’uso delle acque termali.
Durante il Rinascimento molti autori, soprattutto medici, dedicarono numerosi scritti alle terme di Sciacca; ciò è dovuto in parte alla fama della località, in parte al fatto che in questo periodo vi fu un aumento dell'interesse in ambito naturalistico. Le descrizioni che ne fanno gli autori non siciliani dimostrano che le terme erano note e apprezzate anche fuori dall'isola.
Sciacca e le sue terme vissero un periodo di decadenza fino al 1800. Molti furono i medici idrologi a impegnarsi per la loro rinascita, e in particolare Giuseppe Licata che, oltre che da medico, nel'ultimo decennio dell'800 operò anche da politico per la rinascita delle terme. Licata, che esercitò la sua attività di medico presso lo stabilimento della Valle dei Bagni, sosteneva la necessità di costruire un ospedale sul monte Kronio e un nuovo stabilimento che restitutisse dignità alle acque perché "se Sciacca ha una storia la si deve quasi esclusivamente alla vicinanza delle sue terme Selinuntine". Si deve comunque aspettare l’Unità d’Italia affinché si cominci a parlare di acque termali a livello nazionale, con il deputato saccense Saverio Friscia che ne illustrò le caratteristiche e le possibilità di utilizzo al Parlamento Nazionale.
Lo sfruttamento delle acque termali e la scoperta di banchi di corallo diedero un impulso alla ripresa economica e assunsero un ruolo strategico per l’economia locale. Durante questo periodo si costruirono i primi stabilimenti termali nella valle dei bagni e tra il 1928 e il 1938 venne costruito, in stile Liberty, il nuovo complesso delle terme all’interno di un giardino, nella zona di Cammordino.

## Fonti termali

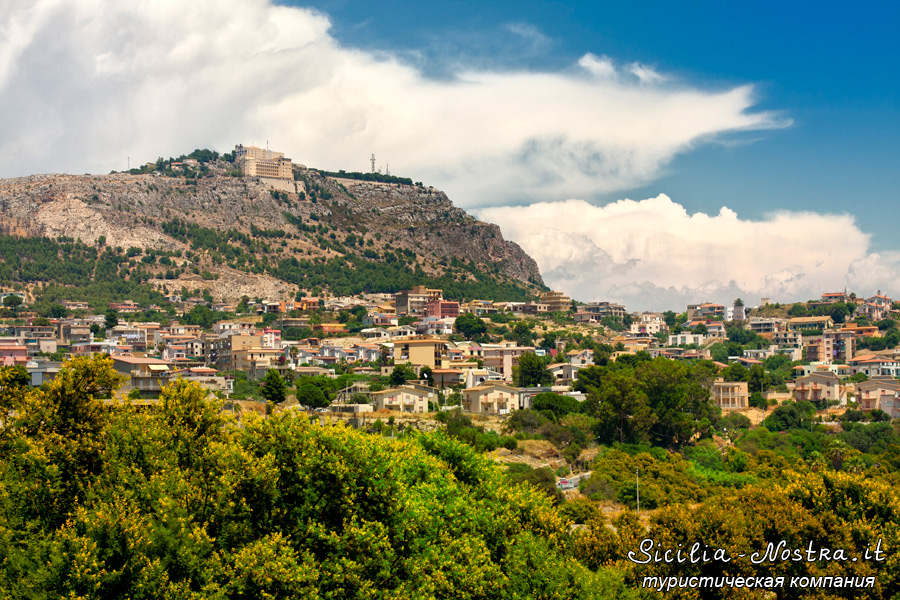
Monte Kronio

Le fonti del bacino termale saccense derivano da un’attività vulcanica sotterranea. La zona più ricca di fonti si trova nella zona est di Sciacca, in particolare nella "Valle dei Bagni", alle pendici del monte san Calogero. Anticamente si contavano dieci sorgenti termali: l'acqua Sulfurea, l’acqua Santa, l’acqua Ferrata, l’acqua delle Palme, l'acqua dei Molinelli, l'acqua Fontana calda, l'acqua degli Occhi, l'acqua Salmastra, l’acqua di Molinari, l’acqua del Carabollace. Nel 2018 sono attive solo cinque fonti: l’acqua dei Molinelli, l’acqua Santa, l'acqua Salmastra, l’acqua del Carabollace e Fontana calda. Le altre sono scomparse in seguito a movimenti tellurici e a interventi poco attenti dell'uomo.

## Caratteristiche delle acque e proprietà curative
Delle cinque fonti ancora esistenti, soltanto tre vengono sfruttate: l'acqua dei Molinelli, l'acqua Santa e l'acqua Sulfurea.

### Acqua dei Molinelli
L’acqua dei Molinelli è un’acqua ipotermale salso-bromo-iodica che scaturisce ad una temperatura di 34 °C a 40 metri di altitudine. Quest'acqua è indicata per problemi dermatologici ma viene usata anche per malattie all'apparato respiratorio, all'apparato genitale famminile, all'apparato osteoarticolare e vascolopatie. Le acque confluiscono nelle vasche termali dei Molinelli, un complesso di piscine costruito agli inizi degli anni ’90 del Novecento.

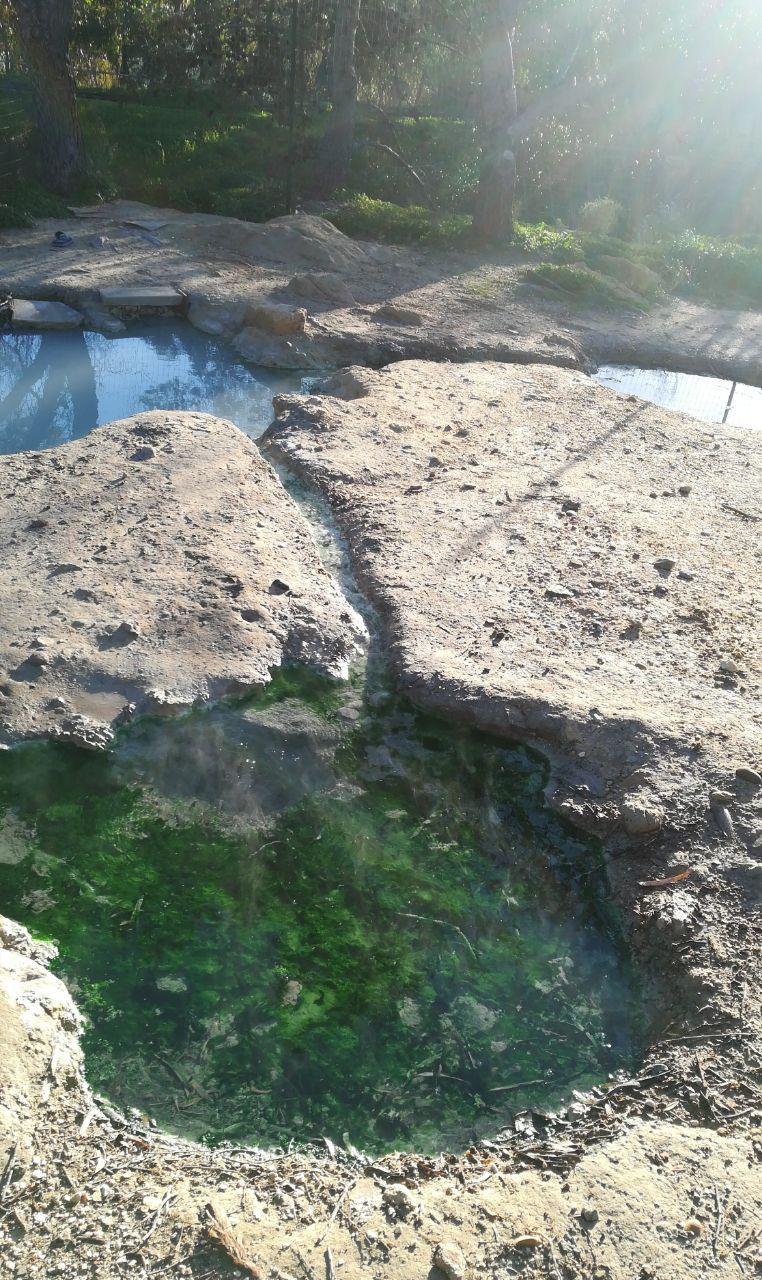
polla di acqua sulfurea

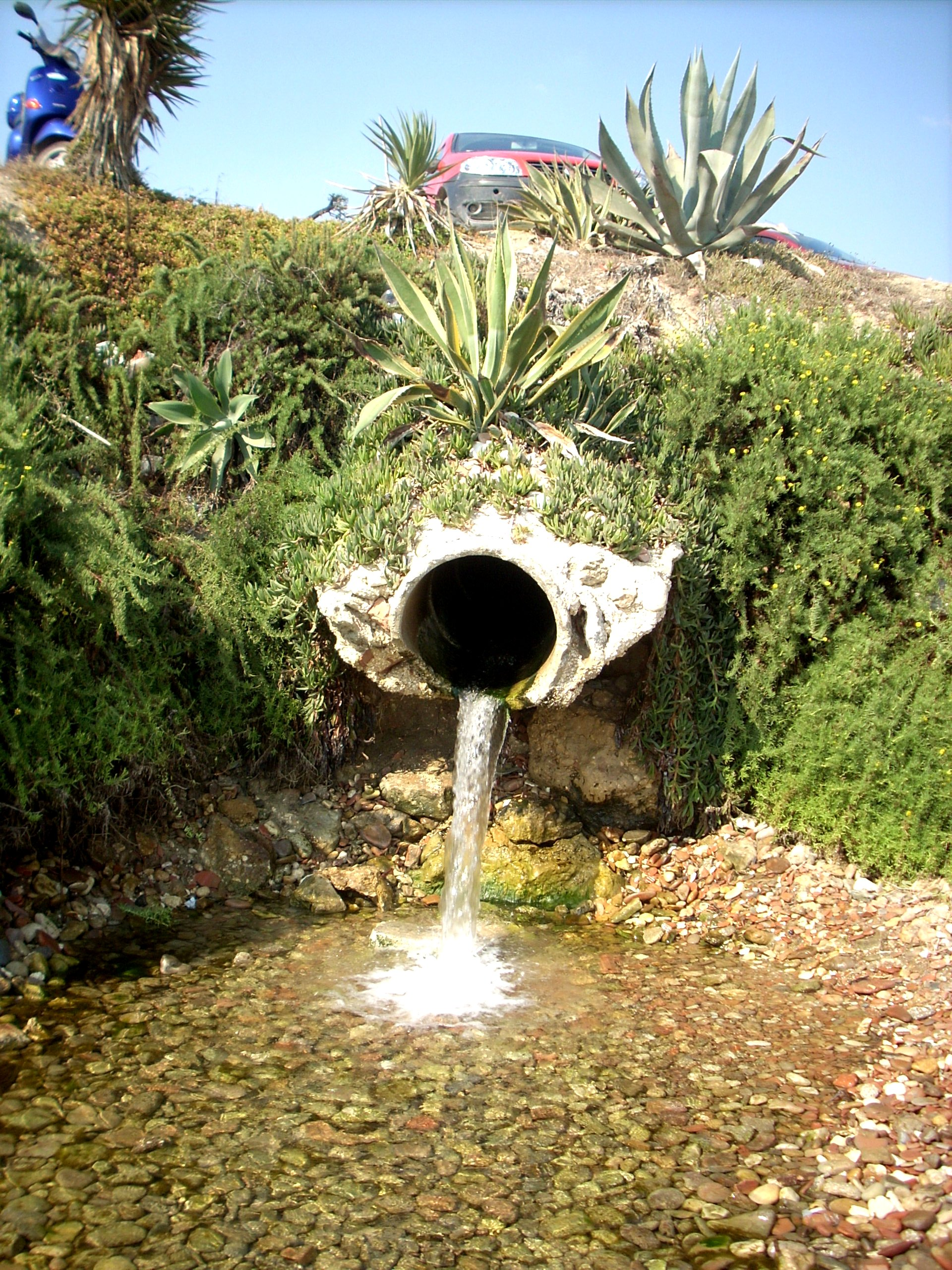
Fonte termale sulfurea

### Acqua Sulfurea
Nella "Valle dei Bagni", a 25 m sul livello del mare, sgorga alla temperatura di 56 °C un’acqua sulfureo-salso-solfato-alcalino-terrosa radioattiva impiegata per le cure termali. Quest'acqua è indicata per malattie dell'apparato respiratorio e dell'apparato otorinolaringoiatrico e per le malattie cutanee, ma è utilizzata soprattutto per la fangoterapia. Un particolare tipo di argilla viene messo a bagno con questa acqua sulfurea in grandi vasche per un periodo almeno di sei mesi; si crea così un fango termale che ha proprietà terapeutiche antireumatiche. Il fango termale viene applicato sulla parte interessata ad una temperatura di 38 °C circa e coperto per mantenere il calore; viene rimosso dopo 20/30 minuti e a questo punto avviene una reazione sudorale benefica. La fangoterapia può essere associata alla balneoterapia: il paziente viene immerso in una vasca di acqua sulfurea alla temperatura di 37 °C circa per 5/10 minuti. Questa terapia viene usata per curare malattie dell'apparato osteoarticolare (per la sua capacità antiinfiammatoria).

### Acqua Santa
L’acqua più antica del bacino termale è la cosiddetta “Acqua Santa”. Anch’essa sgorga nella Valle dei Bagni, è un’acqua salso-iodico-solfato-alcalino-ferrosa ed è indicata per l’apparato digerente, con forti proprietà diuretiche e lassative.

### Acqua Ferrata
Attualmente il punto di fuoriuscita dell'acqua Ferrata, che prendeva il nome dal metallo, risulta disperso. In passato, fino agli anni '20 del Novecento, fu un'acqua molto apprezzata. Era un'acqua contenente bicarbonato e ferro.

### Acqua delle Palme
Anch'essa dispersa, l'acqua delle Palme, dall'odore leggermente solfureo, sgorgava in un pozzetto cilindrico in prossimità di un antico palmeto nella Valle dei Bagni.

### Acqua degli Occhi
L'acqua degli Occhi, già estinta agli inizi del '900, prende il nome dal fatto che veniva utilizzata per le malattie degli occhi. In un periodo precedente, veniva chiamata anche "acqua salina ferruginosa".

### Acqua Salmastra
L'acqua Salmastra è un'acqua ricca di acido carbonico; prende il nome dal suo sapore salmastro.

### Acqua di Molinari
Già nel 1927, l'acqua di Molinari era scomparsa. Venne analizzata nel 1953 da uno studio sulle acque siciliane in un pozzo vicino ad un oleificio del defunto dottor Molinari; aveva un sapore salino e una temperatura di 45 °C.

### Acqua Fontana Calda
L'acqua Fontana Calda sgorga a sei chilometri ad est della città sotto lo sperone orientale del monte San Calogero e viene raccolta in un bevaio. Nel 1953 venne classificata come oligominerale. Quest'acqua non è mai stata ufficialmente usata in terapia. La popolazione del luogo tuttavia ne riconosceva benefici per la calcolosi e nei disturbi delle vie urinarie e la utilizzò come acqua potabile fino agli anni '70 del Novecento.

### Acqua del Carabollace
Presso il torrente Carabollace si trovano numerose sorgive di acque calde e sulfuree. Il ritrovamento di reperti archeologici nella zona di Locogrande nei pressi del torrente Carabollace potrebbe indicare che le antiche terme dei Greci Selinuntini fossero ubicate in questo luogo. Presso una di queste sorgenti vi erano delle vasche scavate nella roccia che sono state distrutte in seguito ad eventi naturali e interventi antropici molto invasivi. Fino a qualche decennio fa l'acqua che sorgeva veniva usata come lassativo.

## Stabilimenti termali

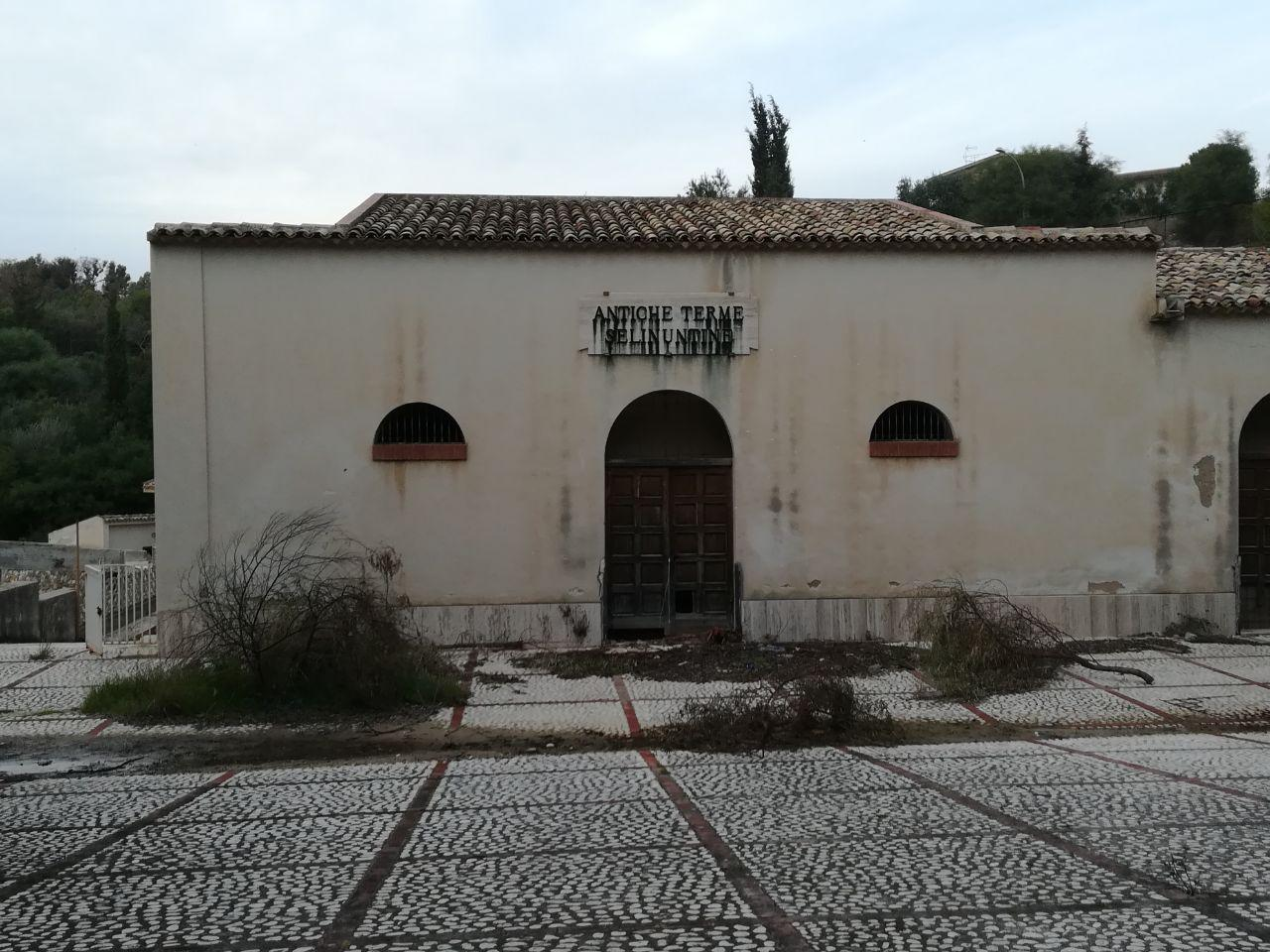
Antiche Terme di Sciacca

Gli stabilimenti termali presenti a Sciacca sono quattro: lo stabilimento delle Nuove Terme, che si trova sulla rupe di Cammordino; le piscine di Molinelli, ad est della città, nella omonima località; lo stabilimento delle stufe di San Calogero, sul monte Kronio; le Antiche Terme che si trovano nella Valle dei Bagni.

### Antiche terme
L’edificio delle Antiche Terme risale al XIX secolo; prima della sua costruzione, le cure termali erano praticate all’aperto. È un piccolo fabbricato realizzato dall’amministrazione comunale e molto frequentato fino agli anni ’30 del Novecento. Nel 1985 venne restaurato per la prima volta; nel 2001 subì un ulteriore restauro. È composto da sei camerini per la balneoterapia e da sei beverini per la idropinoterapia. Non è utilizzato. 

### Nuove Terme
Negli anni '20 si insistette sulla necessità di costruire un nuovo stabilimento. Molti sostenevano la costruzione dell'edificio nella Valle dei Bagni o nelle sue vicinanze, ma ebbero la meglio coloro che lo volevano sul piano di Cammordino. Lo stabilimento delle Nuove Terme fu inaugurato nel 1938; è un edificio in stile neoclassico e liberty situato in una posizione suggestiva su uno sperone roccioso a strapiombo sul mare, con una vista panoramica sul mar Mediterraneo e sulle coste saccensi. La sua facciata è arricchita da nicchie con due sculture in bronzo di donne che rappresentano la ninfa della salute e la ninfa delle sorgenti. Una gradinata introduce all’interno, dove sono presenti saloni anch’essi decorati con elementi neoclassici e liberty. Nell’edificio si trovano moderni reparti specializzati forniti di attrezzature terapeutiche e diagnostiche all’avanguardia per le differenti cure. Rientrano nel complesso termale un giardino ricco di vegetazione mediterranea e due piscine con acqua sulfurea, una delle quali fruibile per tutto l’anno grazie ad una copertura in legno, e una adatta ai bambini. Attiguo allo stabilimento c’è il Grand Hotel delle Terme, frequentato dagli utenti dello stabilimento. Lo stabilimento è temporaneamente chiuso dal 2015.

### Stabilimento dei Molinelli

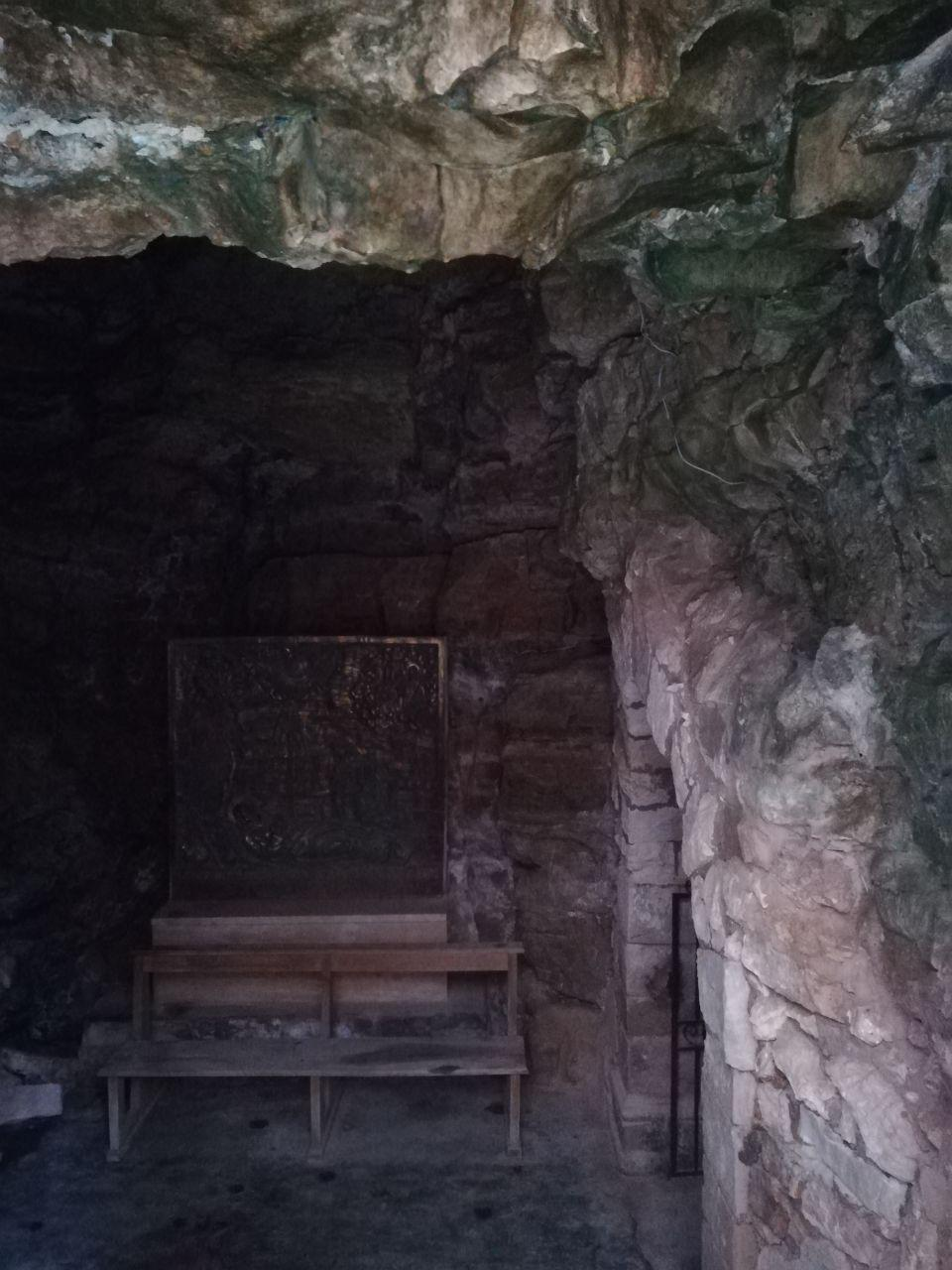
Grotta di San Calogero

Il nome deriva dal fatto che l’omonima sorgente in passato azionava due mulini situati nella valle. Nel 1880 venne costruito un piccolo stabilimento dove veniva utilizzata l’acqua a scopo curativo. Tale stabilimento continuò a funzionare fino al 1960 quando in seguito ad un movimento franoso venne abbandonato. L’utilizzo dell’acqua continuò negli anni successivi: la capacità curativa continuò ad attirare la gente che utilizzava il solco naturale che l’acqua aveva scavato nella campagna per i bagni. Negli anni ’90 è stato realizzato un complesso di piscine dove vengono convogliate le acque salso-bromo-iodiche. Lo stabilimento è chiuso.

### Stabilimento "Stufe di San Calogero"
Lo stabilimento chiamato “Stufe di San Calogero” si trova sul monte Kronio e consiste in due grotte vaporose naturali, dette Antro di Dedalo o Grotta di San Calogero e Grotta degli Animali. Il nome del monte richiama quello del dio greco Kronos, una delle figure più antiche della mitologia greca. La particolarità di questo monte è legata alla presenza di vapore che esce dalle cavità carsiche; tale vapore è originato da una vena d’acqua che scorre in profondità e, a contatto con il calore, evapora. All’interno delle grotte, l’atmosfera, satura di vapore acqueo, raggiunge la temperatura di 40 °C. In questo stabilimento viene effettuata la cura essudatoria, una terapia indicata nel trattamento delle malattie articolari e reumatiche, malattie della pelle e manifestazioni allergiche. La grande affluenza di pazienti portò alla realizzazione di un albergo. Il fenomeno dei vapori di risalita è ancora oggi oggetto di studio. Le esplorazioni speleologiche hanno dimostrato che le grotte superiori furono utilizzate a partire dal paleolitico, anche se sono state utilizzate ai fini terapeutici o di culto solo nell’età arcaica. Lo stabilimento è chiuso. 

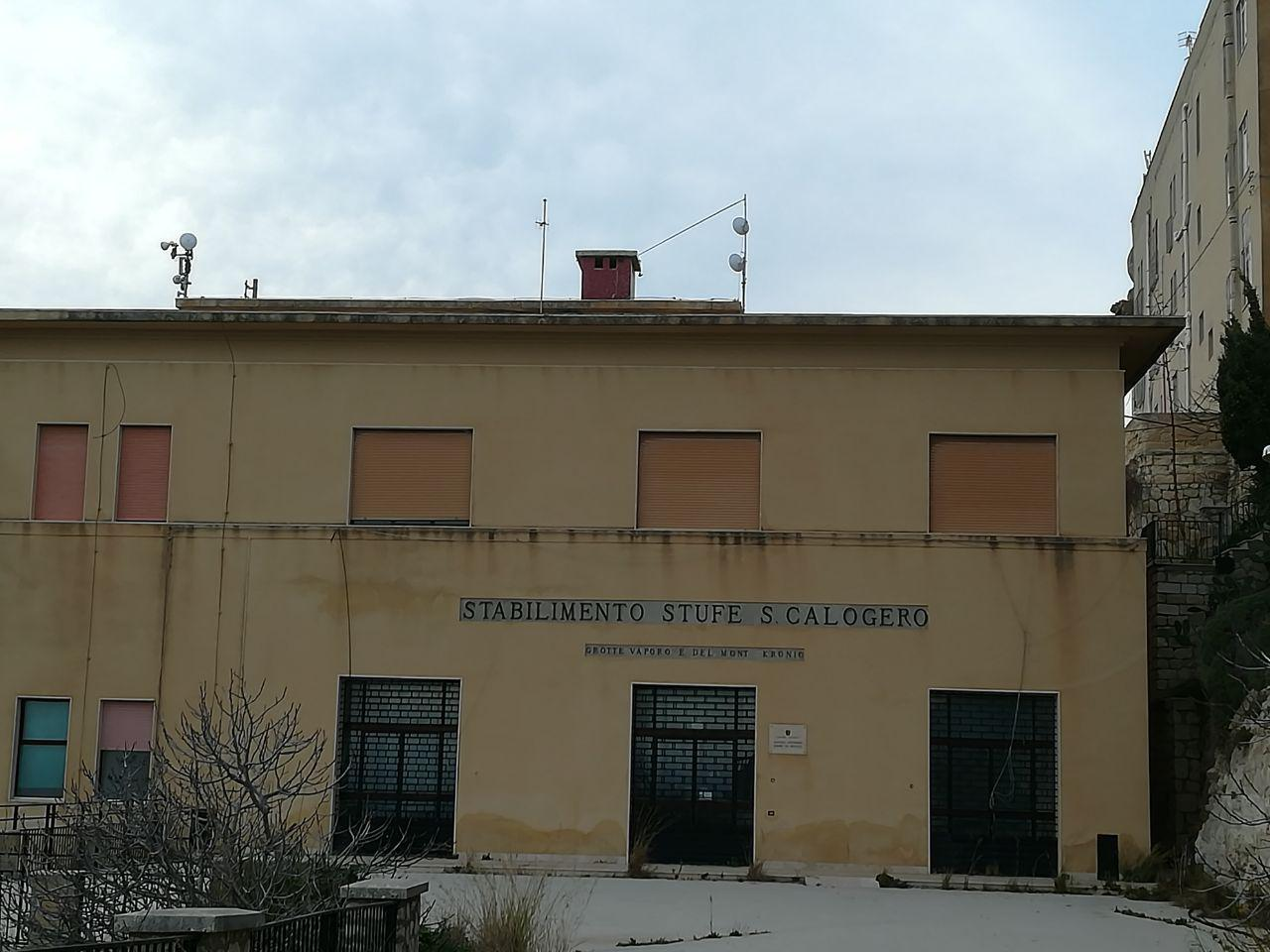
Stabilimento stufe di San Calogero

### Complesso idrotermale "Sciaccamare"
In contrada Sovareto a 4 chilometri da Sciacca, in un terreno vicino allo stabilimento dei Molinelli, negli anni '80 de Novecento è stato creato un complesso idrotermale composto da quattro alberghi gestiti dalla Aeroviaggi SPA. Gli alberghi sono dotati di attrezzature termali e sfruttano le acque curative provenienti dal bacino idrotermale di Sciacca; offrono terapie inalatorie e trattamenti fangobalneoterapia. Le piscine, sia interne che esterne, sono alimentate dalle acque termali alla temperatura di 30 °C.

## Riferimenti letterari
Numerosi sono i riferimenti letterari che attestano la notorietà delle terme e il loro utilizzo.
- Diodoro Siculo nel I secolo a.C. descrive la grotta vaporosa sul monte Kronio attribuendone la creazione a Dedalo e elogiandone l’effetto del calore grazie al quale i corpi venivano curati.

- Strabone fu il primo a chiamare le Terme Selinuntine con il loro nome nella sua opera Geographia:

“l’isola ha dunque in molti luoghi sorgenti di acque calde, tra queste sono salmastre le Selinuntine e quelle vicino Imera”  
- Dominique Vivant Denon fece una serie di osservazioni sulle stufe naturali e sulle acque termali di Sciacca nel 1778:

“Andammo fuori città per visitare i bagni che non presentano di antico che la sorgente. Questa sorgente è calda da scottare, sulfurea, d’un limo giallastro, con una leggera tinta di acido solforico. Esce da una roccia che ha il biancore e la leggerezza del gesso e che è una pietra denaturata dall’acido solforico […]. Proprio lì vicino c’è un’altra sorgente di acqua fredda che si usa per curare la scabbia […]. Salimmo sulla montagna dove ci sono le stufe vaporose immaginate, si dice da Dedalo, […] queste stufe sono situate sulla cima di una montagna che domina Sciacca. Si tratta di una grotta di circa otto piedi quadrati di apertura da cui esce un vento caldo che copre di umidità e fa sudare” (Denon D. v., 1979, pp. 271-272).
- Lo storico della Sicilia e narrativo di Sciacca Tommaso Fazello descrive nel suo libro Le due deche dell’Historia di Sicilia le acque saccensi:

“cominciando a salire il monte dal mare, si trovano lunghe quanto è un tiro di fromba, quattro sortivi d’acqua poco lontani l’uno da l’altro, ma ciascuno ha la sua natura diversa l’un da l’altro e vengon fuori per certi canali sotterranei fatti dalla natura… le cui acque sono tepide, e quasi salse, le quali sono un rimedio presentaneo a disseccar piaghe.”
E sempre il Fazello:
"Presso Sacca, in Sicilia, sono in un medesimo luogo, quattro bagni diversi. L'uno dolce, da bere, e sana l'oppilazione. L'altro solfureo e caldo, e fa le terme. Il terzo come il primo purga il ventre. L'ultimo come il secondo stringe, e sana le piaghe"
- Dal Libro Rosso, Consuetudines et iura municipalia, De Balneis, cap. XV (trad. di Laura Sciascia):

"Per quanto riguarda i bagni siciliani di San Calogero che per volontà di Dio onnipotente, della vergine Maria e del beato Calogero ridanno la salute a tutti coloro che vi si recano afflitti da diverse infermità... l'università di Sciacca ha ordinato e deciso che ebrei saraceni e altri infedeli si possono bagnare e lavare dei detti bagni solo il venerdì, e sia proibito negli altri giorni... chi dovesse infrangere questa pena municipale paghi la pena di un'onza [...] chi non pagherà sarà pubblicamente fustigato"